# Aeolothapsa malacella
Espèce
Aeolothapsa malacella est une espèce de lépidoptères (papillons) de la famille des Oecophoridae.
On le trouve en Australie notamment en Tasmanie, Victoria et Nouvelle-Galles du Sud.
Sa chenille se nourrit de feuilles d'eucalyptus mortes.